# Ryszard Mastalski
Ryszard Mastalski (ur. 19 maja 1940 w Szczawnicy) – polski prawnik, profesor zwyczajny dr hab., specjalista w zakresie prawa podatkowego.

## Życiorys
W 1958 ukończył liceum ogólnokształcące w Bystrzycy Kłodzkiej. W latach 1958–1963 studiował prawo na Wydziale Prawa Uniwersytetu Wrocławskiego. W 1963 podjął zatrudnienie jako asystent w kierowanej przez prof. Lesława Adama Katedrze Prawa Finansowego. Przez całe życie zawodowe związany jest z macierzystą uczelnią. Ryszard Mastalski stopień doktora nauk prawnych uzyskał w 1970 na podstawie rozprawy Ustalanie podstawy wymiaru w polskim postępowaniu podatkowym. Promotorem przewodu doktorskiego był prof. Lesław Adam. Stopień doktora habilitowanego nauk prawnych w zakresie prawa finansowego zdobył w 1980 na podstawie rozprawy habilitacyjnej Istota i charakter prawny postępowania podatkowego wobec państwowych organizacji gospodarczych. Tytuł profesora zwyczajnego nauk prawnych otrzymał w 1995.
Prof. Ryszard Mastalski był prodziekanem Wydziału Prawa i Administracji Uniwersytetu Wrocławskiego, wieloletnim dyrektorem Instytutu Nauk Administracyjnych oraz kierownikiem Katedry Prawa Finansowego. Od wielu lat należy do Wrocławskiego Towarzystwa Naukowego, Polskiego Towarzystwa Prawa Konstytucyjnego oraz jest członkiem Akademii Nauki, Sztuki i Literatury w Paryżu. W latach 1994–2006 był członkiem Rady Legislacyjnej przy Prezesie Rady Ministrów.
Dorobek naukowy profesora obejmuje ponad 220 pozycji, w tym 11 książkowych. Jego zainteresowania badawcze koncentrują się na czterech kręgach tematycznych: postępowania podatkowego, zobowiązań podatkowych, źródeł prawa podatkowego, jego interpretacji i stosowania oraz zagadnień prawnych zarządzania gospodarką.
Prof. Ryszard Mastalski był promotorem w czterech przewodach doktorskich oraz recenzentem w wielu przewodach habilitacyjnych i doktorskich oraz w postępowaniach o uzyskanie tytułu naukowego profesora. Pod jego opieką napisano ponad 600 prac magisterskich.
Za zasługi dla rozwoju nauki, zaangażowanie w procesy legislacyjne oraz pracę na rzecz środowiska akademickiego został uhonorowany Złotym Krzyżem Zasługi oraz Medalem Komisji Edukacji Narodowej.

## Wybrane publikacje
- Prawo podatkowe, (wyd. 7, Warszawa 2012)
- Stosowanie prawa podatkowego (2008)
- Ordynacja podatkowa. Komentarz 2012 (współautorzy: B. Adamiak, J. Borkowski, J. Zubrzycki; 2012)
- Wprowadzenie do prawa podatkowego (1995)
- Ustalanie podstawy wymiaru w polskim postępowaniu podatkowym (1973)
- Interpretacja prawa podatkowego. Źródła prawa podatkowego i jego wykładnia (1980)